# ژاک لانگ
ژاک لانگ (به فرانسوی: Jack Mathieu Émile Lang) تلفظ فرانسوی: [dʒakˈlɑ̃ɡ] با نام کامل ژک متیو امیل لانگ زاده ۲ سپتامبر ۱۹۳۹، در میرکورت به دنیا آمد. وی نظریه‌پرداز حقوق و مرد سیاست فرانسوی است. او بارها وزیر (فرهنگ و آموزش ملی) در دولت‌های سوسیالیست فرانسه بوده‌است. او مشاور شهر پاریس در سالهای (۱۰۰۳–۱۹۹۲)، نماینده لوار و شر بین سالهای (۲۰۰۰–۱۹۸۶) و نماینده (۲۰۱۲–۲۰۰۰) بوده‌است. او در انتخابات مجلس سال ۲۰۱۲ در دومین ناحیه شهر ووژ پیروز شد.

## خانواده، تحصیلات و شغل دانشگاهی
ژاک لانگ از طرف پدری برخاسته از خانواده ای یهودی و لاییک از شهر نانسی است. راژر لانگ، پدر ژک لانگ، مدیر تجاری شرکتی خانوادگی بود. پایه‌گذار و مدیر این شرکت پدربزرگ وی، آلبرت لانگ بود. راژر و آلبرت لانگ هردو فراماسون بودند. مادر وی ماری-لوس بوشه دختر امیل بوشه کاتولیک و متولد سال ۱۹۱۹ است. مادر ماری-لوس برت بوشه نام داشت که وی خود پرستار و همچنین فراماسون بود. از همان شروع سال ۱۹۳۸ به دلیل خطر جنگ با آلمان، آلبرت و راژر همسرانشان را به ویشی فرستاده بودند. بعد از هجوم آلمانی‌ها، آلبرت لانگ همراه همسرش در بریو لا گایارد در کورز مستقر می‌شوند. ژک لانگ که در زمان بسیار کوچک بود به همراه مادرش به کولت نزد مادر مادر بزرگش که در واقع مادر برت بولانژر بود می‌روند و سپس از آنجا به بوردو می‌روند، درحالی‌که راژ ابتدا به لونویل رفته بود، به پدر و مادر و برادر زنش لوک بوشه در بریو بازمی‌گردد. ژک و مادرش بعد از بمباران بوردو به بریو می‌روند. پدر ژک به دلیل عدم اعلام فرزندانش به عنوان یهودی در دادگاه بریو محاکمه می‌شود. راژر لانگ به عنوان دفاع از خود اعلام کرد که بچه‌ها از طرف مادر یهودی می‌شوند. با اینحال راژ لانگ محبوس خانگی می‌شود. در این حین برت بوشه در آوریل سال ۱۹۲ به دیدار خانواده لانگ می‌آید و این در حالی است که دخترش سومین فرزند خود ماریان را وضع حمل می‌کند. برت که از سردمداران اولین لوژ ماسون مختلط بود در سال ۱۹۴۳ در نانسی به دنبال مخالفتهایی که داشته توسط پلیش گشتاپو دستگیر می‌شود. او به دلیل پروپاگاندا و مقاومت به راونسبروک تبعید شده و در آنجا در ۳۰ مارس ۱۹۴۵ با گاز کشته می‌شود.
ژاک تحصیلات متوسطه را در دبیرستان هانری پوانکره در نانسی به اتمام می‌رساند. او که در سال سال ۱۹۴۹ وارد سال ششم شده بود، دوباره این کلاس‌ها را از سر می‌گیرد و سپس به مدت دو سال به خوابگاه کالج لونویل فرستاده می‌شود. او برای تحصیلات سال چهارم به دبیرستان پوانکره بازمی‌گردد. او که در اولین ترم کلاس سال دوم علوم را انتخاب کرده بود، تغییر گرایش داده و در طول سال تقاضای گذراندن دروس اقتصادی و اجتماعی می‌دهد. ژک لانگ در سال ۱۵۵ پدرش را در سن ۱۵ سالگی از دست می‌دهد. او در سال ۱۹۵۷ دیپلم می‌گیرد و سپس در دانشکده حقوق دانشگاه نانسی و در مرکز دانشگاهی مطالعات سیاسی که وابسته مؤسسه مطالعات سیاسی دانشگاه پاریس بود ثبت نام می‌کند. او که با موفقیت دو سال اول تحصیلاتش را در مرکز پشت سر گذاشته بود، در سال ۱۹۵۹ به‌طور مستقیم وارد سال دوم تحصیلی در مؤسسه مطالعات سیاسی دانشگاه پاریس می‌شود. او در سال ۱۹۶۱ مدرکش را دریافت کرده و همزمان با مطالعاتش، در زمینه حقوق در دانشکده حقوق دانشگاه پاریس لیسانس در سال ۱۹۶۱ دریافت می‌کند. او با همسرش مونیک بوچنسکی که برخاسته از خانواده یهودی لهستانی‌تبار بود در کنسرواتور هنر دراماتیک نانسی در سال ۱۹۵۷ آشنا می‌شود. پدر مونیک پف ژک بوچسکی نام داشت که در سال ۱۹۰۰ در لیتوانی به دنیا آمده بود و مادرش الویر خان بود ژک در ۱۳ مارس ۱۹۶۱ با مونیک ازدواج می‌کند. آنها دو دختر دارند. دختر بزرگ آنها کارولین نام دارد که درسال ۱۹۶۱ به دنیا می‌آید. از جمله کارهای او می‌توان به معاون رئیس ارشد برادران وارنر و پخش تلویزیون بین‌المللی اشاره کرد. او همچنین کار کوچک بازیگری هم انجام داده. دختر کوچک آنها والری لانگ نام داشت که یک کمدین بود.
ژاک لانگ پس از اتمام تحصیلاتش در پاریس شغلی دانشگاهی در دانشکده حقوق نانسی شروع می‌کند. او دستیار استاد حقوق بین‌الملل، شارل شومون، می‌شود. در سال ۱۹۶۴ وفق به اخذ دیپلم تحصیلات عالی علوم سیاسی و حقوق اداری می‌شود. سپس بعد از اخذ دکتری در رشته حقوق در ژانویه ۱۹۶۷، دادرس دادگاه می‌شود. بعد از دو شکست پی در پی در مسابقه حقوق عمومی و مطالعات سیاسی پیروز شده و به عنوان رئیس کنفرانس‌ها دانشگاه نانسی ۲ در سال ۱۹۷۱ منصوب می‌شود. وی در سال ۱۹۷۶ به عنوان استاد کامل حقوق بین‌الملل منصوب شد و از سال ۱۹۷۷ تا ۱۹۸۰ رئیس واحد تدریس و تحقیقات در علوم حقوقی و اقتصادی شد. وی سپس خود را به دانشگاه پاریس X-Nanterre منتقل کرد.

## اقدامات مدیریتی ژاک لانگ
تحول مهم برای افزایش دولت‌مداری در امور هنری و فرهنگی ریشه در دوران ژاک لانگ، وزیر فرهنگ فرانسوا میتران دارد. با روی کار آمدن ژاک لانگ در سال ۱۹۸۱، بودجه وزارت فرهنگ از ۲۹۷۷ میلیون فرانک به حدود دو برابر یعنی ۵۹۹۴ میلیون فرانک افزایش یافت. [۱]بدین ترتیب، بودجه دولت در مدت یک سال از ۴۷/۰ درصد به ۷۶/۰ درصد رسید. سوسیالیست‌ها با برنامه فرهنگی ۱۱۰ ماده‌ای که ژاک لانگ آن را تهیه کرده بود، زمام امور را به دست گرفته بودند. بنابر این، با به قدرت رسیدن فرانسوا، موج تازه‌ای از تحولات در این عرصه آغاز شد. این دگرگونی‌ها با افزایش بودجه وزارت فرهنگ و قدرت روزافزون دولت مسنا آغاز شد. لانگ با شعار «یک درصد کل بودجه دولت برای فرهنگ»، کارش را آغاز کرد و سرانجام این هدف در سال ۱۹۹۱ تحقق یافت.
از این پس، همه دولت‌ها بر اصل اختصاص یک درصد بودجه کل دولت به امور فرهنگی پایبند ماندند. فرانسوا میتران ساخت و سازهای بزرگ و ملی را در عرصه فرهنگ به عنوان «طرح‌های بزرگ»[۲] آغاز کرد و در دوران ریاست جمهوری‌اش کتابخانه ملی، مشهور به کتابخانه میتران را به پایان رساند. هزینه‌های این طرح، جداگانه و خارج از بودجه یک درصدی وزارت فرهنگ تأمین شد. ژاک شیراک، آخرین رئیس‌جمهوری فرانسه نیز این سنت را پاس داشت و در واپسین سال ریاست جمهوری‌اش موزه بزرگ کی برانلی[۳] را برای هنر تمدن‌های نخستین افتتاح کرد.
نگاه دوم به دموکراسی فرهنگی با سوسیالیست‌ها در سال ۱۹۸۱ شکل گرفت. با روی کار آمدن ژاک لانگ این اندیشه رواج یافت که مردمی کردن فرهنگ و دموکراسی فرهنگی فقط به معنای دسترسی همگانی به آفرینش‌های کلاسیک و فاخر هنری نست. دموکراسی فرهنگی از این دیدگاه، فرایندی است که فرصت برابری را برای همه رشته‌های هنری اعم از کلاسیک و معاصر فراهم می‌کند.
به همین دلیل نوآموزان، تازه‌کاران و هنرمندان رشته‌های مختلف در عرصه موسیقی و نمایش، پس از روی کار آمدن ژاک لانگ از حمایت‌های دولتی برخوردار شدند. جشن موسیقی در شب اول تابستان و راه‌اندازی جشنواره‌ها در سراسر کشور، تلاشی برای دسترسی همگان به موسیقی و ایجاد فرصت برای همه سبک‌های موسیقی اعم از کلاسیک، مدرن و معاصر بود (دومای، ۲۰۰۱، ۴۵۵).
لانگ با گفتمان دموکراسی فرهنگی، نهادهای سنتی تجسمی مانند آکادمی هنر فرانسه را به چالش کشید. او با تأکید بر خلاقیت و نوآوری، راه را برای نقاشی معاصر فراهم کرد و فضای تازه‌ای برای جوانان و نقاشان مدرن به وجود آورد (دوپلیکس و مارتین[۴]، ۲۰۰۱، ۴۶). اهتمام سوسیالیست‌ها به هنر پیشگام (آوان گارد) و راه‌اندازی مراکز متعدد هنرهای مدرن در سراسر کشور با چین رویکردی انجام شد.
در این باره هم درست مانند دیگر عرصه‌های می‌توان از رویکردی میانه در دوران کنونی سخن گفت. سرانجام سیاست‌گذاران فرهنگی دریافتند که باید برای سلیقه‌های گوناگون بیندیشند و تأکید به هنر فاخر و سنتی، به معنای نادیده گرفتن خواسته‌های بخش بزرگی از هنرمندان و هنردوستان جامعه است (کمین، ۲۰۰۴، ۱۱۵).
فرانسوا میتران با برنامه‌هایی معروف به ۱۱۰ برنامه فرهنگی پیروز شد و ژاک لانگ که برنامه‌های فرهنگی میتران را تنظیم کرده بود، به وزارت فرهنگ رسید. وزیر جدید فرهنگ و ارتباطات برداشت تازه‌ای از دموکراسی فرهنگی داشت که شرحش آمد. برای اجرایی شدن این رویکرد، تحولات تازه‌ای در سیاست‌گذاری فرهنگی به وجود آمد که به چند مورد اشاره می‌شود.
تأکید بر نوآوری و هنر معاصر، یکی از اهداف مهم ژاک لانگ و طرفداران نگاه دوم به دموکراسی فرهنگی، ایجاد بسترهای مناسب برای آفرینش‌های هنری است. دولت‌های مختلف و به ویژه چپگرایان با الهام از ژاک لانگ و پیش گرفتن سیاست‌های مناسب کوشیدند تا هنرمندان را برای آفرینش آثار هنری تشویق کنند.
چرا که لانگ به خوبی می‌دانست تأکید بر خلاقیت و نوآوری یعنی گسست از هنر فاخر و گسترش هنرهای معاصر و مردمی. با چنین شعار و رویکردی است که نمایش‌های خیابانی و مردمی، موسیقی‌های نو و هنرهای تجسمی مدرن مورد توجه خاص دولت قرار گرفتند. طرفداران این رویکرد معتقدند که رابطه هنر و فرهنگ را دوباره تعریف کردند. هنر از این دیدگاه، آفرینش است و هنرمند اگر چه نگاهی به تاریخ و گذشته دارد، در موارد بسیاری قالب‌شکن است و بر ضد زمانه‌اش شورش می‌کند.
هنر از جنس شورش است و ابزاری است برای بیان آزادانه آنچه درون هنرمند می‌گذرد. اما فرهنگ مجموعه‌ای از ارزش‌های برتر است که افراد جامعه را به هم پیوند می‌دهد. فرهنگ از آبشخور هنر و میراث فرهنگی روزی می‌گیرد ولی برخلاف هنر از جنس اجماع و تفاهم است (مولینیه، ۱۹۹۹، ۱۹).
هنر می‌تواند عامل گسست باشد ولی فرهنگ با استفاده از هنر به دنبال ایجاد وحدت و تفاهم است. انتقاد لانگ و طرفدارانش به گذشتگان این است که راستگرایان فرهنگ و هنر را یک مقوله می‌پنداشتند و بین این دو تمایزی نمی‌شناختند (فارشی و دوواروکس[۵]، ۱۹۹۴). ژاک لانگ با بهره‌گیری از این شعار توانست رشته‌های مختلف هنری را از انحصار هنرهای سنتی درآورد و به هنر مدرن در این دیار جایگاه وپژه‌ای بخشد.
ژاک لانگ یکی از راه‌های ایجاد علاقه در مردم برای استفاده از آفرینش‌های هنری را بهره‌گیری از رسانه‌ها، به خصوص رادیو و تلویزیون و آموزش‌های هنری در مدارس می‌دانست. برخلاف مالرو که معتقد بود هنر، عشق و احساس است نه آموزش و تدریس، جانشینان وی کوشیدند با استفاده از ابزار آموزش، دامنه فرهنگ و هنر را بیشتر گسترش دهند.

## سال‌های ژاک لانگ، دوران بلوغ و پختگی
با روی کار آمدن سوسیالیست‌ها و دو دوره وزارت ژاک لانگ، دولت فرهنگی وارد مرحله جدیدی شد. گفتنی است نویسندگانی چون فیلیپ اورفالینو ۱۹۹۶ بر این باورند که فقط در سال‌های ۱۹۶۰ تا ۱۹۷۰ می‌توان از سیاست فرهنگی دولت در فرانسه سخن گفت. به نظر نویسنده کتاب تاریخ سیاست‌های فرهنگی، از سال هشتاد سیاست فرهنگی به معنای دولتی آن کمرنگ شد.
اورفالینو دوره ژاک لانگ را دوران محلی شدن، حرفه‌ای شدن واسطه‌ها و مشارکتی شدن برنامه‌های فرهنگی می‌نامد و معتقد است این دوران پایان سیاست فرهنگی و سرآغاز سیاست‌گذاری عمومی در عرصه فرهنگ است. او هم چنین این دوران را دوران پختگی و بلوغ در قلمرو فرهنگ می‌داند، به طوری که سیاست فرهنگی جایش را به مدیریت امور فرهنگی می‌دهد (پره و سائز، ۱۹۹۴، ۱۵).

## دولت فرهنگی در دوران ژاک لانگ
ژاک لانگ قبل از تصدی وزارت فرهنگ، علاوه بر مسئولیت امور فرهنگی حزبش، ریاست جشنواره هنری شهر نانسی را عهده‌دار بود و ارتباط نزدیکی با دنیای فرهنگ و هنر داشت. او با استفاده از قدرتی که در ارتباطات داشت توانست وزارت فرهنگ را به یکی از وزارتخانه‌های مهم تبدیل کند و موجی جدید به ویژه در عرصه آفرینش‌های هنری به وجود آورد.
یکی از برنامه‌های اساسی فرانسوا میتران در انتخابات ریاست جمهوری، توسعه فعالیت‌های فرهنگی بود. در طول چهارده سال میتران بر این عهده خود باقی ماند. کمی پس از پیروزی، بودجه وزارت فرهنگ دو برابر شد و با توجه به افزایش چشم‌گیر درآمدهای فرهنگی رونق کم‌سابقه‌ای یافت.
میتران در سال ۸۲ طرح بزرگی را با عنوان «عملیات بزرگ معماری و شهرسازی» آغاز کرد. بازسازی لوور و ساخت منطقه مدرن لا دفانس[۶] که اکنون نماد معماری مدرن فرانسه است بخشی از این طرح‌ها بود و میتران شخصاً و بدون دخالت وزارت فرهنگ اجرایش را بر عهده گرفت. البته وزیر فرهنگ که احساس می‌کرد کاملاً دور خورده و مورد بی‌اعتنایی قرار گرفته، از این وضع چندان خشنود نبود.
با توجه به بزرگی طرح‌ها میتران بر آن شد مدیریتی به نام مدیریت طرح‌های بزرگ[۷] در ریاست جمهوری تأسیس کند. از جمله طرح‌های بزرگ میتران ساختن کتابخانه ملی بود که به کتابخانه میتران شهرت یافته، یکی از بناهای بزرگ و ستودنی فرانسه محسوب می‌شود.
با افزایش چشم‌گیر بودجه فرهنگی دولت، وزارت فرهنگ توانست نقش اصلی را در امور فرهنگی بر عهده گیرد. در دوره ژاک لانگ به جای تمرکززدایی می‌توان از تراکم‌زدایی سخن گفت. به این معنی که دولت در مناطق و شهرستان‌های بیشتری هدایت امور فرهنگی را عهده‌دار شد. مرکزی به نام دفتر نمایندگی استانی در امور فرهنگی این رهبری را با کمک متخصصان هنری اعمال می‌کرد. بنابر این دولت به جای اینکه کلیه امور فرهنگی را به مناطق و شهرها واگذار کند نقش تخصصی و رهبری را خود بر عهده گرفت.

## میراث ژاک لانگ
بدون شک دوران ژاک لانگ در توسعه سیاست‌گذاری فرهنگی فرانسه بسیار مهم است. سیاست‌گذاری فرهنگی در این دوران میراث آندره مالرو است و فرانسه شاهد توسعه فرهنگی در عرصه‌های مختلف می‌باشد. محور اصلی سیاست فرهنگی این دوره را برخی اقتصاد مختلط فرهنگی نامیده‌اند. این سیاست مبتنی بر فعالیت بخش خصوصی از طرفی و حاکمیت اقتصاد رقابتی در عرضه کالاهای فرهنگی از طرف دیگر است. با وجود این نقش دولت بسیار برجسته و مداخله‌گری در عرصه فرهنگی است.
با چنین رویکردی دولت در بخش‌های مختلف سرمایه‌گذاری می‌کند و با سیاست‌های حمایتی به دنبال توسعه فرهنگی است. این سیاست در سال‌های بعد از ژاک لانگ همچنان ادامه داشت و میراث آن سرلوحه سیاست‌گذاری فرهنگی در دوره‌های بعدی تا امروز شد. از طرفی دیگر کشورهای اروپایی از فرانسه الهام گرفتند و با الگوی فرانسوی وزارتخانه‌های فرهنگ را در ساختمان دولت ایجاد کردند.
بنابر این، اتفاق مهم این دوران نقش مهمی است که دولت در عرصه فرهنگی عهده‌دار می‌شود. دولت فرهنگی در این دوران را برخی دولت مبتکر امور فرهنگی[۸] نامیده‌اند (مولینیه، ۲۰۰۲، ۲۳).
و در زمان ژاک لانگ اراده سیاسی قوی برای توسعه امور فرهنگی در دولت وجود داشت و شخص رئیس‌جمهور بسیار فعال بود. وزیر فرهنگ این دوران نیز چون آندره مالرو با انگیزه و اراده قوی به دنبال اجرای طرح‌های بزرگ فرهنگی بود.
سائز معتقد است که ژاک لانگ رویکردی سنتی به تمرکززدایی داشت و بیشتر به تمرکززدایی هنری می‌اندیشید. به بیانی دیگر، او مانند مالرو بیشتر در اندیشه دموکراتیزه کردن هنر و فرهنگ بود. به همین دلیل، صندوق مناطق هنرهای مدرن یا فراک[۹] و صندوق مناطق امور موزه‌های یا فرام[۱۰] را تأسیس کرد.
ژاک لانگ اعتقاد داشت که در جریان تمرکززدایی نقش دولت مرکزی و وزارت فرهنگ بسیار کاهش یافته‌است. جمله معروفش که ما در کشور ۳۶ هزار وزیر فرهنگ داریم نشان دهنده این نگرانی است. لانگ کوشید نقش دولت را دوباره تعریف نموده، وزارت فرهنگ با انعقاد قراردادهایی با مناطق مختلف این نقش را در هماهنگی توسعه فرهنگی مناطق دوباره تعریف کند. ژاک لانگ برای نهادینه کردن نقش وزارت فرهنگ در توسعه فرهنگی مناطق، دراک (مدیریت فرهنگی امور مناطق) را تأسیس کرد.
دراک، در حکم نماینده دولت، نقش اساسی را در هماهنگی امور فرهنگی بر عهده گرفت. دراکها به یکی از نهادهای مهم فرهنگی در مناطق و استان‌ها تبدیل شده، هماهنگی امور توسعه فرهنگ و تمرکززدایی را عهده‌دار شدند. بر اساس منشور تمرکززدایی اول ژوئیه ۱۹۹۲ و تصمیمات سال ۱۹۹۸، دراکها همچون بازوی فکری و اجرایی وزارت فرهنگ از نوعی استقلال در مدیریت بودجه فرهنگی مناطق برخوردار شدند (سائز، ۲۰۰۴).
همان‌طور که گفته شد، در دوران ژاک لانگ نیز تمرکززدایی نه فقط در دستور کار دولت همچنان باقی ماند بلکه شتاب بیشتری گرفت. با این تفاوت که لانگ با ابتکارهای بسیار نقش دولت را دوباره تعریف کرد و ضمن کاهش تصدی‌گری دولت، وزارت فرهنگ را که به حاشیه رانده می‌شد به متن فعالیت‌های فرهنگی کشور بازگرداند. د
دل‌مشغولی اصلی لانگ همان دغدغه پایه‌گذار وزارت فرهنگ، یعنی آندره مالرو بود. او نیز چون همتایش بر دموکراتیزه کردن فرهنگ اصرار داشت و کوشید تا آنجا که ممکن است فرهنگ و هنر را در اختیار درصد بیشتری از مردم قرار دهد. ژاک لانگ نیز مانند مالرو به مردمی کردن هنر و آفرینش هنرهای مردمی و ساده می‌اندیشید و در تلاش بود هنر را از اشرافیت رهایی بخشد.
ژاک لانگ، مالرویی دیگر: راه بی‌برگشت دموکراسی فرهنگی
پس از مالرو مردمی شدن تئاتر از تب و تاب افتاد و مدتی این جریان به تأخیر افتاد. اما بار دیگر و این بار با روی کار آمدن رقیبان سیاسی آندره مالرو در سال ۱۹۸۱، چرخ روزگار به سود فرهنگ و هنر چرخید. با آمدن سوسیالیست‌ها و به وزارت رسیدن ژاک لانگ، سیاست‌گذاری فرهنگی در فرانسه روزگار تازه‌ای را آغاز کرد. اگر چه ژاک لانگ شیوه‌ای متفاوت از مالرو در دنیای سیاست داشت، از همان آبشخور فرهنگی فرهنگی او الهام می‌گرفت.
ژاک لانگ بسان مالرویی دیگر در دنیای فرهنگ ظهور کرد و اندیشه‌های مالرو را با شتاب و البته با پختگی بیشتر پی گرفت.
لانگ هم مانند مالرو به دموکراسی فرهنگی و دسترسی همگان به آفریده‌های هنری باور داشت. او بر این اعتقاد بود که هنر باید مردمی شود. یکی از مهم‌ترین ابزارهای مردمی کردن هنر از نگاه ژاک لانگ موسیقی، حرکات موزون و هنرهای نمایشی بود.
لانگ کوشید با تأسیس مراکز ملی تئاتر در مناطق مختلف از طرفی هنر و هنرمندان ملی را به استان‌های مختلف بکشاند و از طرف دیگر با اعمال نظارت بر کار این مراکز، از افت سطح هنری در این عرصه جلوگیری کند.
لانگ که شاید بتوان او را مالرویی دیگر نامید، مراکز توسعه فرهنگی را در شهرستان‌های مختلف تأسیس کرد و فضایی تازه برای اجرای برنامه‌های فرهنگی در این کشور آفرید.
ژاک لانگ رساله دکترای خود را دربارهٔ دولت و هنر نمایشی نوشت و در سال ۱۹۶۳ جشنواره تئاتر شهر نانسی را راه‌اندازی کرد. با روی کار آمدن ژاک لانگ سیاست‌گذاری فرهنگی در فرانسه وارد مرحله تازه‌ای شد و هنر نمایشی یاوری توانا یافت.
تمرکززدایی در عرصه هنرهای نمایشی ابتدا با ساخت و تأسیس مراکز مختلف دراماتیک و تئاترهای ملی در مناطق و شهرستان‌های مختلف آغاز شد. این فرایند به خوبی نتیجه داد و مناطق مختلف فرانسه صاحب مراکز ملی هنرهای نمایشی شدند. از جمله ویژگی‌های این فرایند در فرانسه دولتی بودن آن است و تمام اقدامات به ابتکار دولت مرکزی و با هزینه‌های نگهداری و آموزش از پاریس ارسال می‌شد و مناطق چندان تمایلی برای عهده‌دار شدن مدیریت این مراکز نشان نمی‌داند. چون نمایش هنری ملی بود و بیم آن می‌رفت که بدون مدیریت مرکز از اهمیت آن کاسته شود (پالمر[۱۱]، ۲۰۰۴).
اما از سال ۱۹۸۳ و تصویب قانون معروف به دوفر[۱۲] و تأسیس اداره کل امور فرهنگی مناطق (دراک)، مدیریت امور فرهنگی به گونه دیگری رقم خورد.
این ادارات در حقیقت نماینده وزارت فرهنگ در سطح مناطق محسوب می‌شدند و از اختیارات گسترده‌ای در امور فرهنگی و هنری برخوردار بودند. پس از شروع به کار این ادارات و به ویژه از زمانی که همه آنها اجازه یافتند در رشته‌های مختلف مشاورینی متخصص را به خدمت گیرند، اداره امور مراکز هنرهای نمایشی به این دفاتر واگذار شد.
بدین ترتیب، گرچه اداره کل فرهنگی مناطق (دراک) با انگیزه تمرکززدایی در امور فرهنگی و دادن اختیارات بیشتر به استان‌ها ایجاد شد، این دفاتر عملاً تراکم‌زدایی در عرصه هنرهای نمایشی را موجب شدند نه تمرکززدایی. چون مدیران از سوی مرکز منصوب می‌شوند و هیچ الزامی برای انتخاب آنها از دیارشان وجود ندارد. جانشینان ژاک لانگ نیز همین شیوه را پیش گرفتند.

## دوران ژاک لانگ: سینما به عنوان صنعت فرهنگی
ژاک لانگ پس از انتصاب در مقام وزیر فرهنگ، با سخنرانی‌اش در مجلس ملی فرانسه، یکی از مهم‌ترین اهدافش را آشتی بین بخش خصوصی و دولتی در امور فرهنگی اعلام کرد. لانگ اظهار داشت که فرهنگ را نباید حیات خلوت بخش عمومی دانست و بخش‌های خصوصی هم در این عرصه تلاش می‌کنند و چاره‌ای جز هماهنگی بین این دو بخش جهت پیشبرد امور فرهنگی وجود ندارد (پولو[۱۳]، ۲۰۰۳، ۱۳۰). جمله ژاک لانگ که: «اقتصاد و فرهنگ همرزم‌اند» به شعار این دوران تبدیل شد. او تنها راه مبارزه با «امپریالیسم فرهنگی آمریکا» را همکاری این دو بخش می‌داند (پولو، ۲۰۰۳، ۱۳۰).
ژاک لانگ تلاش کرد اندیشه صنعت فرهنگی را نهادینه کند. قوانین متعددی که از تصویب مجلس ملی گذشت، مانند قانون «حق مؤلف» سال ۱۹۸۵ از جمله این تلاش‌هاست. از دیگر اقدامات او باز تعریف رابطه سینما و تلویزیون است. با تلاش‌های وزیر فرهنگ دولت فرانسوا میتران، مالیات شبکه‌های تلویزیونی برای صندوق کمک به سینما دو برابر شد. اقدام مهم دیگر ژاک لانگ تمرکززدایی سیاست‌های سینمایی و گسترش سینما در مناطق بود. او کوشید با توزیع یارانه‌ها و حمایت از سالن‌های سینما، بازار سینما را در شهرهای مختلف رونق بخشد و به تمرکز همه امکانات فرهنگی در شهر پاریس پایان دهد.
جمله معروف ژاک لانگ در مقابل نمایندگان مجلس ملی در تاریخ اول آوریل ۱۹۸۲ که «نه دخالت، نه بی‌تفاوتی، نه سپردن همه امور به قانون بازار و نه یک سینمای دولتی» (لوموند، ۱۹۸۱، شماره ۱۰)، گویای این رویکرد جدید به امور سینمایی است. او هدفش را گام برداشتن به سوی سینمای فرانسوی اعلام کرد. این جمله لانگ رابطه بین اقتصاد و سینما را نیز به خوبی نشان می‌دهد. او تلاش می‌کرد سینما را از انحصار چند شرکت بزرگ درآورده، پای بخش‌های مختلف و سرمایه‌گذاران کوچک را هم به عرصه سینما بکشاند.
رویکرد این دوران دخالت دولت، کمک به بخش خصوصی و پاسداری از سینمای هنری و فرهنگی است. اما پایه اساسی سیاستی که سینما را صنعتی فرهنگی می‌داند در وهله نخست سرمایه‌گذاران این عرصه‌اند. به همین سبب حمایت از سرمایه‌گذاران جایگاه ویژه‌ای در سیاست‌های ژاک لانگ دارد.
حمایت از سرمایه‌گذاران برای صنعتی شدن سینمای فرهنگی
گفته شد که ژاک لانگ در تلاش بود بخش خصوصی را به سرمایه‌گذاری در عرصه فرهنگی به ویژه در حوزه سینما تشویق کند. مشکل اصلی پیش روی سینما این بود که هنر هفتم سود کمتری داشت و صنعتی دیر بازده و غیراقتصادی به‌شمار می‌رفت. به همین دلیل ژاک لانگ دخالت دولت را مشروع و ضروری می‌دانست و یکی از نخستین اقداماتش تشکیل ایفکیک (IFCIC) بود. ایفکیک شرکتی است خصوصی که با سرمایه‌گذاری و مشارکت دولت به میزان بیست درصد، مشارکت CEPME با سرمایه‌ای معادل بیست درصد و هشت بانک مهم و معروف فرانسه هر کدام با سهام هشت درصد به وجود آمده‌است. این شرکت نقش میانجی را عهده‌دار بود و مأموریت داشت با سرمایه‌گذاری و دادن وام به تهیه‌کنندگان و پیش‌پرداخت هزینه ساخت فیلم، عرصه سینما را یاری دهد.
این شرکت که ضامن اصلی‌اش دولت بود، در حقیقت به مثابه «بانک فرهنگ» عمل می‌کرد. ایفکیک با تشکیل کمیته‌ای تخصصی طرح‌های پیشنهادی را بررسی و آنها را به بانک‌ها و شرکت‌های سرمایه‌گذار برای گرفتن وام ارسال می‌کرد. بدین ترتیب، سینما در عرصه بازار و سرمایه‌گذاری از قوانین بازار آزاد پیروی می‌کرد و ضمانت دولت، امکان ورود بانک‌ها و شرکت‌های خصوصی را در این حوزه ممکن می‌ساخت.
پس از نه ماه از تشکیل ایفکیک، ۶۱ پرونده مورد بررسی قرار گرفت و برای ۵۸ شرکت ارسال شد. دولت با ضمانت ۳۱ میلیون فرانکی خود توانست مبلغ ۵۱ میلیون فرانک تسهیلات برای تهیه‌کنندگان دریافت نماید. در نتیجه این سیاست‌ها در این مدت، هفتاد فیلم با هزینه‌ای معادل ۲۵۵ میلیون فرانک ساخته شد (کلریس[۱۴]، ۲۰۰۵، ۲۶).
برنامه‌های ژاک لانگ در مدتی کوتاه موفقیت خود را نشان داد و دست‌اندرکاران بزرگ سینما مانند توسکان دوپلانتیر و مارتین کارمیتز،[۱۵] صاحب شرکت بزرگ ام کا دو این اقدام را تحسین گفته، آن را سرآغاز دوره‌ای تازه در تاریخ سینما دانستند (لوموند، پپ نوامبر ۱۹۸۱).
با گسترش وسایل نوین ارتباطات جمعی مانند شبکه‌های کابلی، ویدئوها و سی‌دی‌های صوتی و تصویری، ژاک لانگ قانونی را در سی‌ام ۱۹۸۴ به تصویب هیئت دولت رساند و به موجب آن حق مؤلف مصوب در سینما را به همه این عرصه‌ها گسترش داد. به موجب این قانون، حق مؤلف که پیش از این فقط شامل پخش فیلم در سالن‌های سینما بود به تمام بخش‌های یاد شده عمومیت یافت. همچنین مالیات‌های جدیدی به سود تهیه‌کنندگان، کارگردانان و هنرمندان سینما به تصویب رسید. به موجب این قانون، کلیه تولیدکنندگان و توزیع کنندگان ویدئو، کاست و سی‌دی ملزم به پرداخت مالیات شدند. این امر اگرچه اهالی سینما را خشنود کرد، نارضایتی گسترده‌ای را بین دست‌اندرکاران عرصه‌های دیگر دیداری و شنیداری موجب شد (لوموند، ۲۶ ژوئن ۱۹۸۴). ژاک لانگ این اقدام را راهی برای آشتی و پیوند بین «فناوری و خلاقیت» اعلام کرد (لوموند، ۳۰ ژوئن ۱۹۸۴).
برای تشویق سرمایه‌گذاران سینما، ژاک لانگ در سال ۱۹۸۵ قانونی را به تصویب مجلس رساند که به موجب آن این عده از معافیت‌های مالیاتی برخوردار شدند. او در توجیه اقدامش اعلام کرد که درصدد است این فرهنگ را به وجود آورد تا «هر فرانسوی اثر سینمایی را متعلق به خود بداند و در مقابل آن احساس مسئولیت کند» (ژ. و، ۲۴ ژوئن ۱۹۸۵).
در سال‌های ژاک لانگ، فرهنگ به جایگاه پیشین خود بازگشت و امور فرهنگی دوباره جایگاهی شایسته در دولت پیدا کردند. قانون تمرکززدایی، مصوب سال ۱۹۸۲، در سیاست‌گذاری‌های قدرت‌های محلی به امور فرهنگی منزلتی شایسته بخشید. در بخش‌های مختلف فرهنگی، سینما جایگاهی ویژه داشت و اجرای پاره‌ای از سیاست‌های فرهنگی لانگ به ویژه در عرصه تراکم‌زدایی بدون سینما ناممکن بود.
از آغاز دهه نود دوران تازه‌ای در عرصه فرهنگ آغاز شد. مهم‌ترین ویژگی آن پیدایش فناوری‌های تازه در عرصه‌های دیداری و شنیداری است که صنعت سینما را سخت تحت تأثیر خود قرار داد. این دوران به دلیل ویژگی‌هایی که دارد مبحثی جداگانه را می‌طلبد.
دهه نود و ناتوانی دولت در برابر شرکت‌های بزرگ سینمایی
تا دهه نود، به خصوص با سیاست‌های ژاک لانگ، وزارت فرهنگ مهم‌ترین بازیگر امور سینمایی بود. اما از سال ۱۹۹۴ دو رخداد مهم سبب شد دولت و وزارت فرهنگ در این عرصه به حاشیه رانده شوند. نخستین رخداد ادغام شرکت‌های کوچک سینمایی و تبدیل آنها به چند گروه بزرگ و غول‌آسا و در نتیجه پیدایش رقیبان تازه و قدرتمند در مقابل دولت بود. دومین اتفاق، توسعه فناوری‌های جدید در عرصه‌های دیداری و شنیداری و انقلاب دیجیتال بود که قواعد بسیاری از بازی‌ها را در این زمینه دگرگون می‌ساخت.
بدین ترتیب، غول‌های اقتصادی سرمایه‌گذاری امور سینمایی را بر عهده گرفتند و دولت و وزارت فرهنگ را به حاشیه راندند. این شرکت‌ها رویکردی اقتصادی به سینما داشتند و دل‌مشغولی مبارزه با سینمای آمریکا یا حمایت از سینمای مؤلف را نداشتند. بنابر این همان‌طور که آلن اوکلر و سیلوی پراس[۱۶] اشاره کرده‌اند، این سال‌ها را باید سرآغاز افول سیاست‌گذاری دولت در امور سینمایی دانست (اوکلر و پراس، ۲۰۰۱، 125).

## سیاست‌های ژاک لانگ: نگاهی نوگرا به هنرهای تجسمی
ژاک لانگ به دلیل خاستگاه سیاسی و باورهای نوگرایانه‌اش به هنرهای تجسمی نیز نگاهی نوگرا و تجددخواه داشت. او بر این باور بود که دوران نگاه سنتی برخاسته از هنرهای زیبا پاسخگوی تحولات عرصه تجسمی نیست. به همین دلیل او تعریفی تازه از هنرهای تجسمی ارائه کرد و گرافیک، عکاسی و هنر مدرن را نیز در تعریف هنرهای زیبا جای داد. ژاک لانگ در دوران وزارتش اهتمامی ویژه به عرصه‌های فراموش شده هنرهای تجسمی داشت و کوشید هنر مدرن را بیش از پیش یاری نماید.
ژاک لانگ دموکراسی فرهنگی و مردمی کردن هنر تجسمی را در گرو حمایت بیشتر از هنر مدرن و پیشتاز (آوان گارد) می‌دانست. لانگ کوشید با اجرای سیاست‌های اجتماعی و حمایت‌های قانونی در عرصه‌هایی مانند تأمین اجتماعی، ثبات و آرامش را بر زندگی هنرمندان حاکم کند.
اقدام دیگر ژاک لانگ، خرید آثار هنری و سفارش‌هایی بود که رونق بازار هنر را به دنبال داشت. پس، لانگ از یک طرف کوشید گرفتاری‌های معیشتی هنرمندان را تا اندازه‌ای کاهش دهد و از طرف دیگر با استفاده از بودجه دولتی و خرید و سفارش آثار، بازار هنری را رونق بیشتری بخشید. افزایش بودجه هنرهای تجسمی در سال‌های وزارت لانگ از ۱۵۶ میلیون فرانک در سال ۱۹۸۲ به ۳۳۸ میلیون در سال ۱۹۸۶، گواه موفقیت او در اجرای این سیاست بود (کمین، ۲۰۰۴، ۱۱۵).
البته جامعه هنری به کمک‌های دولتی همواره با نوعی نگرانی و تردید می‌نگریست. مهم‌ترین دل‌مشغولی هنرمندان ترس از دولتی شدن هنر بود.
سوسیالیست‌ها با توجه به نگاه سیاسی‌شان کوشیدند. این نگرانی را به کمترین میزان کاهش دهند. سوسیالیست‌ها به رسمیت شناختن مسنا را یکی از راه‌های دستیابی به این هدف می‌دانستند. به همین سبب، قانون ۲۳ ژوئیه ۱۹۸۷ را به تصویب مجلس ملی رساندند. در نتیجه مسنا قانونی شد و کمک‌های بلاعوض افراد حقیقی و حقوقی از بخشودگی‌های مالیاتی دولت برخوردار شد (فراندون، ۲۰۰۴).
بنابر این، دولت با چهره مسنا در عرصه هنرهای تجسمی وارد شد. چهره‌ای که برای اهالی هنر و مردم این دیار ناشناخته نبود و از سوی فرهنگ عمومی نیز پذیرفته می‌شد. یکی از راه‌های حمایت عملی از هنر تجسمی، خرید آثار هنرمندان در رشته‌های مختلف به ویژه هنرمندان نوگرا بود. طبیعی است که خرید آثار هنری می‌توانست موضوع مناقشات فراوان باشد. به سرعت انگشت اتهام به سوی دولت نشانه رفت و دولت متهم شد که در تلاش است تا نگرش خود را بر اهالی هنر تحمیل کند.
برای کاهش این نگرانی‌ها صندوق ملی هنر معاصر (فناک) [۱۷] تأسیس شد و از سال ۱۹۸۱ وظیفه خرید آثار هنرمندان معاصر را عهده‌دار شد. از جمله اقدامات این صندوق خرید بیش از سی هزار اثر برای موزه هنرهای معاصر ژرژ پمپیدو بود (کمین، ۲۰۰۴، ۱۱۵). تأسیس صندوق ملی با کامیابی همراه بود و جان تازه‌ای به کالبد هنر تجسمی بخشید. به همین دلیل، فقط یک سال بعد، صندوق منطقه‌ای هنر معاصر (فراک) نیز تأسیس و خرید آثار هنرمندان در شهرستان‌های مختلف با بودجه‌های محلی آغاز شد. همگام با این اقدام، تجهیز موزه‌ها به آثار هنرمندان معاصر نیز در سراسر کشو دنبال شد.
برای سامان‌دهی به این خرید ملی و بزرگ، صندوق دیگری به نام صندوق منطقه‌ای تجهیز موزه‌ها (فرام) به وجود آمد و موج خرید دولتی در سراسر کشور آغاز شد (دونا، ۱۹۹۸).

## حمایت بی‌دریغ از هنرهای مدرن در جدال بین هنر معاصر و سنتی
از نگاه ژاک لانگ مردمی کردن هنر تجسمی یا دموکراسی فرهنگی در این عرصه فقط با حمایت بی‌دریغ از هنرهای معاصر دست یافتنی بود؛ ولی موزه‌داران فرانسوی خود را پاسدار هنر کلاسیک و سنتی می‌شمردند و ترویج بی‌اندازه هنر معاصر را موجب بی‌رونقی بازار هنر سنتی می‌پنداشتند (پولو، ۲۰۰۳).
رویارویی نو و کهنه و سنت و مدرنیته در این عرصه زودتر از دیگر عرصه‌های هنری خود را نشان داد. هنر کلاسیک و سنتی جاپای محکمی در سراسر کشور داشت و موزه‌ها و دبیرخانه‌های گوناگون در سالیان دراز پاسداری از این رویکرد هنری را رسالت اصلی‌شان می‌شمردند.
لانگ برای نهادینه کردن موج هنر نو ساختارهای تازه‌ای را به وجود آورد. این ساختارها خود را میراث‌دار هنر معاصر می‌دانستند و می‌کوشیدند برای هنرهای تجسمی معاصر سایه‌بانی در ساختمان دولت بیافرینند. گشایش معاونت هنرهای تجسمی (داپ) در سال ۱۹۸۲ با چنین انگیزه‌ای انجام شد. این معاونت با حمایت‌های بی‌دریغ لانگ، به سرعت به نهادی مهم و تأثیرگذار در عرصه هنرهای تجسمی تبدیل شد (اورفالینو، ۱۹۹۶).
همان‌طور که اورفالینو اشاره کرده، با این اقدام شکاف بین نو و کهنه در هنرهای تجسمی نهادینه شد. کمی بعد ژاک لانگ اقدام به گشایش مرکز ملی هنرهای کرد که زیر نظر معاونت یاد شده بود.
بدین ترتیب، همه امور مربوط به هنرهای تجسمی به غیر از موزه‌ها تحت پوشش این نهادهای تازه گشوده افتاد و هنر معاصر فرصتی تازه برای گسترش در سراسر فرانسه یافت (اورفالینو، ۱۹۹۶).
مالرو و لانگ در اهتمامشان به هنرهای معاصر مثل هم عمل کردند. مالرو هم بر این باور بود که مردمی کردن هنر فقط با ایجاد رابطه‌ای نزدیک بین مردم و هنرهای معاصر ممکن است.

## منبع‌شناسی
- L'État et le théâtre, 1968, LGDJ bibliothèque de droit public
- Le plateau continental de la mer du Nord: Arrêt de la Cour Internationale de Justice, février 1969 LGDJ bibliothèque de droit international
- Éclats (avec Jean-Denis Bredin), éditions Jean-Claude Simoën, 1978
- Demain, les femmes, Grasset, août 1995
- Lettre à André Malraux, Éditions 1, نوامبر ۱۹۹۶
- François Ier, Perrin, octobre 1997
- Les araignées, Pocket, 2000
- La politique, d'où ça vient ? L'origine de l'État, Les fondements de la République, La genèse de l'impôt (avec Odon Vallet et Gaëtan de Séguin des Hons), Flammarion, août 2000
- Qu'apprend-on au collège ? Pour comprendre ce que nos enfants apprennent (avec Claire Bretécher), XO éditions, janvier 2002
- Anna au muséum, Hachette Jeunesse, avril 2002
- Laurent le Magnifique, Perrin, août 2002 ISBN 978-2-262-01608-1
- Une école élitaire pour tous, Gallimard, septembre 2003
- Un nouveau régime politique pour la France, Odile Jacob, août 2004, ISBN 978-2-7381-1566-9
- Nelson Mandela: Leçon de vie pour l'avenir, Perrin, janvier 2005 – ISBN 978-2-262-02194-8
- Changer livre programme pour 2007, Plon, Septembre 2005, ISBN 978-2-259-20359-3
- Immigration positive, avec Hervé Le Bras, Paris, Odile Jacob, 2006, ISBN 978-2-7381-1801-1
- Faire la révolution fiscale, Plon, 2006, ISBN 978-2-259-20460-6
- Demain comme hier, avec Jean-Michel Helvig, Fayard, 2009, ISBN 978-2-213-63846-1
- La bataille du Grand Louvre, éditions Réunions des Musées Nationaux, 2010, ISBN 978-2-7118-5789-0
- Ce que je sais de François Mitterrand, Le Seuil, 2011, ISBN 978-2-02-103793-7
- François Mitterrand: fragments de vie partagée, Le Seuil, 2011 ISBN 978-2-02-103793-7
- Pourquoi ce vandalisme d'État contre l'École: lettre au Président de la République, Éditions du Félin, 2011, ISBN 978-2-86645-765-5
- Jean-Pierre Colin, L'Acteur et le Roi, Georg, 1994 ISBN 978-2-8257-0490-5
- Jean-Pierre Colin, Le Mystère Lang, Georg, 2000 ISBN 978-2-8257-0719-7
- Nicolas Charbonneau, Laurent Guimier, Docteur Jack et Mister Lang, Le Cherche midi, 2004 ISBN 978-2-7491-0189-7
- Marie Delarue, Les Aventures de Lang de Blois, enquêtes, Jacques Granger, 1995 ISBN 978-2-7339-0474-9
  - Marie-Ange Rauch, Le théâtre en France en 1968, histoire d’une crise, thèse consacrée à l’histoire du théâtre en France (1945–1972), Nanterre, 1995, 475 pages. Voir chapitre 2: «les étudiants le théâtre et le Festival de Nancy ", pp. 135–143.
- Laurent Martin, Le prix unique du livre 1981–2006. La loi Lang, coordonné par Laurent Martin, Comité d'histoire du ministère de la Culture et des institutions culturelles – IMEC, collection L'édition contemporaine, 2006, 197 p.
- Laurent Martin, " Oui, le livre a un prix ", L'Histoire, number 216, janvier 2007.
- Philippe Poirrier, L'État et la culture en France au XXe, Le Livre de Poche, 2006.
- Michel Schneider, La Comédie de la Culture, Seuil, 1993.
- Homosexualité. 10 clés pour comprendre, 20 textes à découvrir de Bruno Perreau (Librio), 2005.
- Mitterrand, Une Affaire d’Amitié, de Stephan-Xavier Trano (L'Archipel), 2006, ISBN 978-2-84187-793-5
- Héritage de Jean Paul Leon (Minedition), 2006, ISBN 978-2354130008
- À table avec les politiques, 2005, film documentaire de Frédéric Lepage.
- Caplan, Lincoln, "M. Le Ministre", The New Yorker 60/47 (۷ ژانویه ۱۹۸۵): ۱۸–۱۹

سیاست‌گذاری فرهنگی در فرانسه:دولت و هنردکتر حجت‌الله ایوبی با مقدمه ژان کلود کریر تهران ۱۳۸۹سازمان مطالعه و تدوین کتب علوم انسانی دانشگاه‌ها (سمت) مرکز تحقیق و توسعه علوم انسانی
- سیاست‌گذاری فرهنگی در فرانسه:دولت و هنردکتر حجت‌الله ایوبی با مقدمه ژان کلود کریر تهران ۱۳۸۹سازمان مطالعه و تدوین کتب علوم انسانی دانشگاه‌ها (سمت) مرکز تحقیق و توسعه علوم انسانی

- Jack Lang: une vie entre culture et politique, Laurent Martin, Complexe, 2008, p. 26
- "Jack Lang, battu dans les Vosges, quitte l'Assemblée nationale - Politique". Lci.tf1.fr. 18 June 2012. Archived from the original on 4 March 2016. Retrieved 21 June 2016
- Les Grands Projects
- Quais Branly
- Duplix et Martin
- Farchy et Duvauroux [6] .La defense [7]. Secretariat des Grands Travaux [8]. Animateur du Tout Culturel
- Fonds Regionaux d’Art Contemporain (FRAC) [10]. Fonds Regionaux d’Accqusation des Musees (FRAM)
- Palmer
- Defferre
- Polo
- Cieris
- Martin Karmitz
- Alan Auclair et Sylvie Perras
- Le Fonds National d’ Art Contemporain (FNAC)

1. ↑  http://ensani.ir/fa/tag/36921/ژاک+لانگ
2. ↑  https://www.noormags.ir/view/fa/articlepage/857131/دولت-و-سینما-در-فرانسه-راهکارهای-ایستادگی-در-برابر-سینمای-آمریکایی

- https://www.noormags.ir/view/fa/articlepage/857131/دولت-و-سینما-در-فرانسه-راهکارهای-ایستادگی-در-برابر-سینمای-آمریکایی

- سیاست گذاری‌های فرهنگی فرانسه در حوزه ادبیات نمایشی در دوره وزارت ژاک لانگ نویسنده: محمدی، محمد جواد؛ سلامی، شهناز.
- پاییز و زمستان ۱۳۹۱ - دوره دوم، شماره ۲ (۲۲ صفحه - از ۳۵۹ تا ۳۸۰)
- دولت و سینما در فرانسه راهکارهای ایستادگی در برابر سینمای آمریکایی نویسنده: ایوبی، حجت‌الله؛ پاییز ۱۳۸۷ - شماره ۳ علمی-پژوهشی (وزارت علوم)/ISC (36 صفحه - از ۱ تا ۳۶)
- https://www.noormags.ir/view/fa/articlepage/1065648/سیاست-گذاری-های-فرهنگی-فرانسه-در-حوزه-ادبیات-نمایشی-در-دوره-وزارت-ژاک-لانگ
- http://samt.ac.ir/fa/book/744/سیاست-گذاری-فرهنگی-در-فرانسه-دولت-و-هنر